# Ernest Schultz
Ernest Schultz   (Dalhunden, 29 de gener de 1931 - 3r districte de Lió, 19 de setembre de 2013) fou un futbolista francès. Va formar part de l'equip francès a la Copa del Món de 1954. Tot i que va ser seleccionat per participar en el Mundial de Suïssa del 1954, només va jugar un partit amb la selecció per a la selecció francesa, el 28 de setembre de 1961, en aquesta ocasió va marcar 1 gol internacional. És el segon golejador del Toulouse Football Club amb 86 gols.